# Kloosterkerk Sint-Anna in het Lehel
De kloosterkerk Sint-Anna in het Lehel (Duits: Klosterkirche St. Anna im Lehel) in München is de eerste rococo-kerk van Oud-Beieren en drukte een stempel op de ontwikkeling van de sacrale architectuur in Beieren.

## Locatie
De kerk bevindt zich aan de St.-Anna-Straße in het centrum van het stadsdeel Altstadt-Lehel tegenover de parochiekerk Sint-Anna in het Lehel (Pfarrkirche St. Anna im Lehel).

## Geschiedenis
In 1725 richtten hiëronymieten een klooster in een gebied op waar oorspronkelijk mensen woonden die wegens hun armoede geen toestemming kregen om in de stad te wonen. In hetzelfde jaar nog werd het gebied ingelijfd bij München en daarmee werd het de oudste buitenwijk van de stad. Keurvorstin Maria Amalia van Oostenrijk legde in 1727 de eerste steen van de kloosterkerk, die onder leiding van architect Johann Michael Fischer in 1733 gereed kwam. Aan het interieur werkten tot de voltooiing in 1737 Cosmas Damian Asam, Egid Quirin Asam en Johann Baptist Straub.
Tijdens de secularisatie in 1807 werd het hiëronymietenklooster opgeheven en geruimd. De kloostergebouwen werden vanaf 1808 gebruikt als kazerne, de kerk werd tot parochiekerk bestemd. Maar in 1827 werden op initiatief van koning Lodewijk de gebouwen overgedragen aan de Franciscanen, die er tot op de dag van vandaag verblijven.
Om de kerk een nadrukkelijker plek tussen de oprukkende stedelijke bebouwing te geven kreeg de kloosterkerk in de jaren 1852-1853 een door August Voigt ontworpen neoromaanse voorgevel met twee torens en een driebogig portaal. De gevel werd voor de oorspronkelijk gevel geplaatst en vertoonde gelijkenissen met de gevel van de in de jaren 1829-1844 gebouwde Sint-Lodewijkskerk). Op 22 oktober 1892 werd de kerk plechtig ingewijd.

## Verwoesting en herstel
Tijdens de Tweede Wereldoorlog werd de kloosterkerk door luchtaanvallen in 1943 en 1944 tot op de buitenmuren volledig vernietigd. In 1946 werd een begin gemaakt met de wederopbouw. De gevel met de twee torens werd in 1948 gesloopt. In 1968 werd door Erwin Schleich de rococo-gevel gereconstrueerd, die hij voor een overgebleven verdieping van de neoromaanse gevel liet optrekken. Achter de toegang van het kerkportaal is nog een deel van de originele gevel van 1772 te herkennen. Hierdoor springt de gevel van de kerk, anders dan bij de typisch barokke kloosters van Beieren en de oorspronkelijke situatie, ten opzichte van de aanpalende kloostergebouwen een stuk naar voren. De reconstructie van het interieur zou nog tot 1979 duren.

## Interieur
In de kerk bevindt zich een grote armrelikwie van de heilige Antonius. Het relikwie bevond zich oorspronkelijk in het gedurende de secularisatie verwoestte klooster van de Franciscanen aan het huidige Max-Joseph-Platz. Sinds 1827 bevindt de relikwie zich in de Sint-Annakerk. Belangrijke kunstwerken zijn het hoogaltaar van Cosmas Damian Asam en Johann Baptist Straub en de* fresco's op de gewelven van Cosmas Damian Asam.

## Afbeeldingen

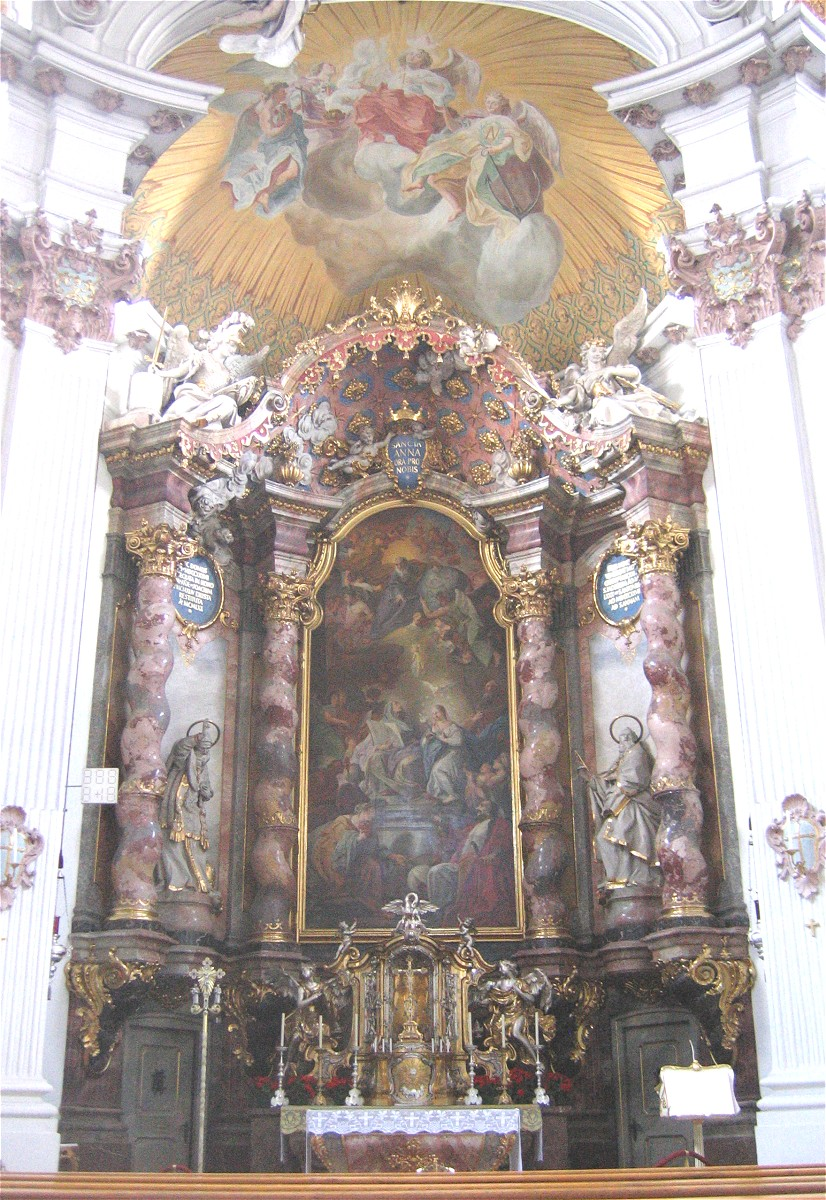
Hoogaltaar
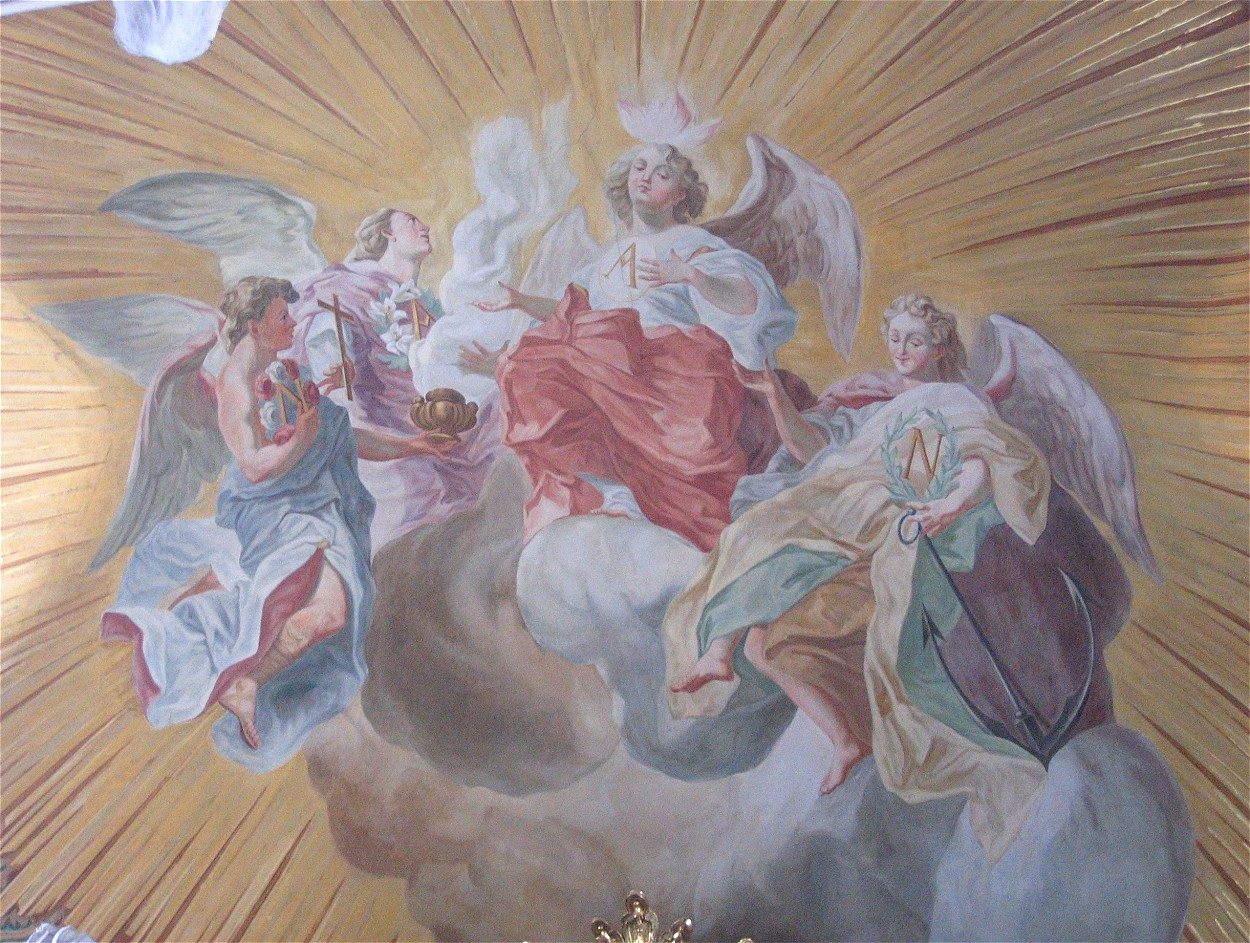
Fresco hoogaltaar
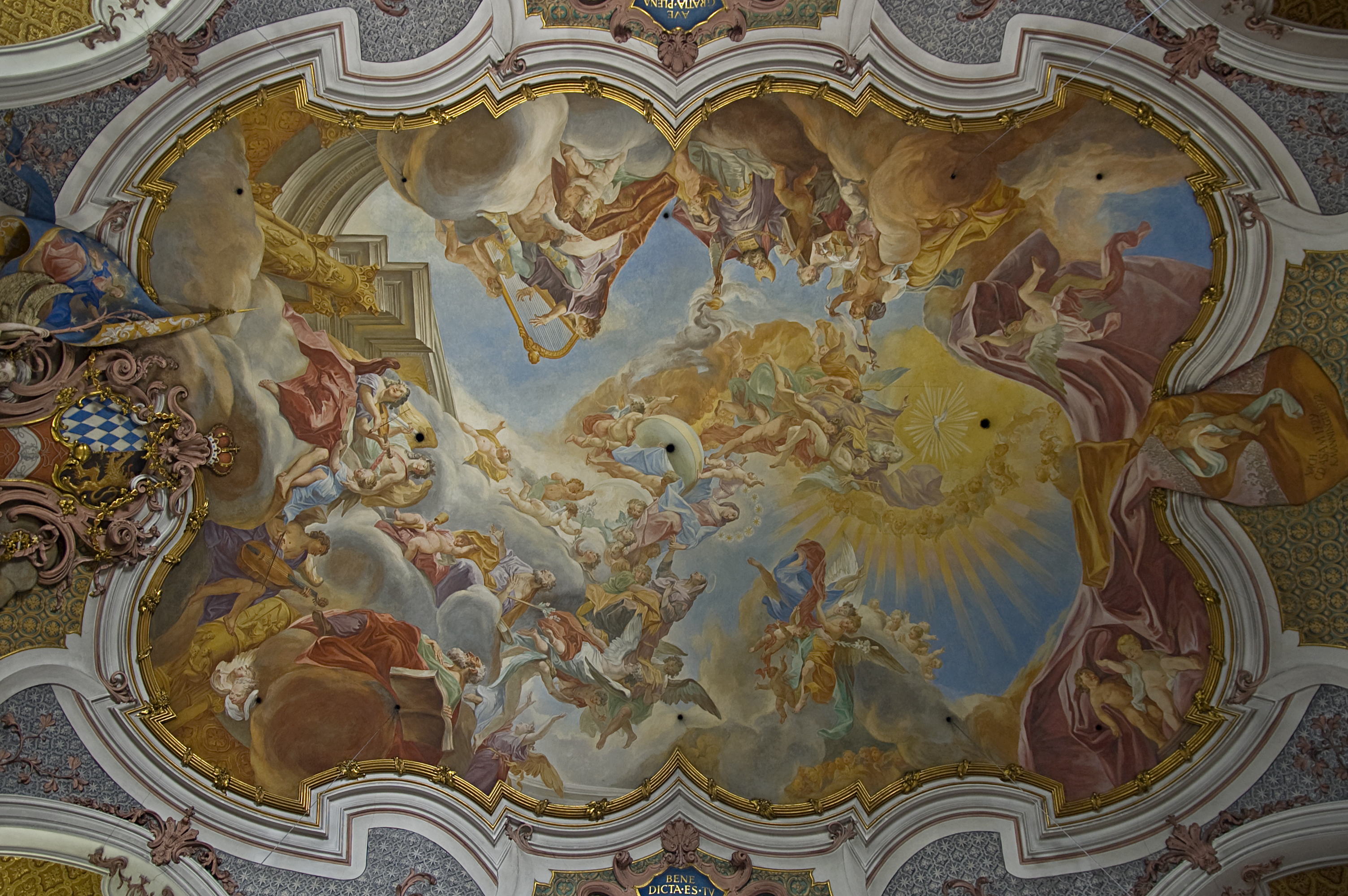
Fresco
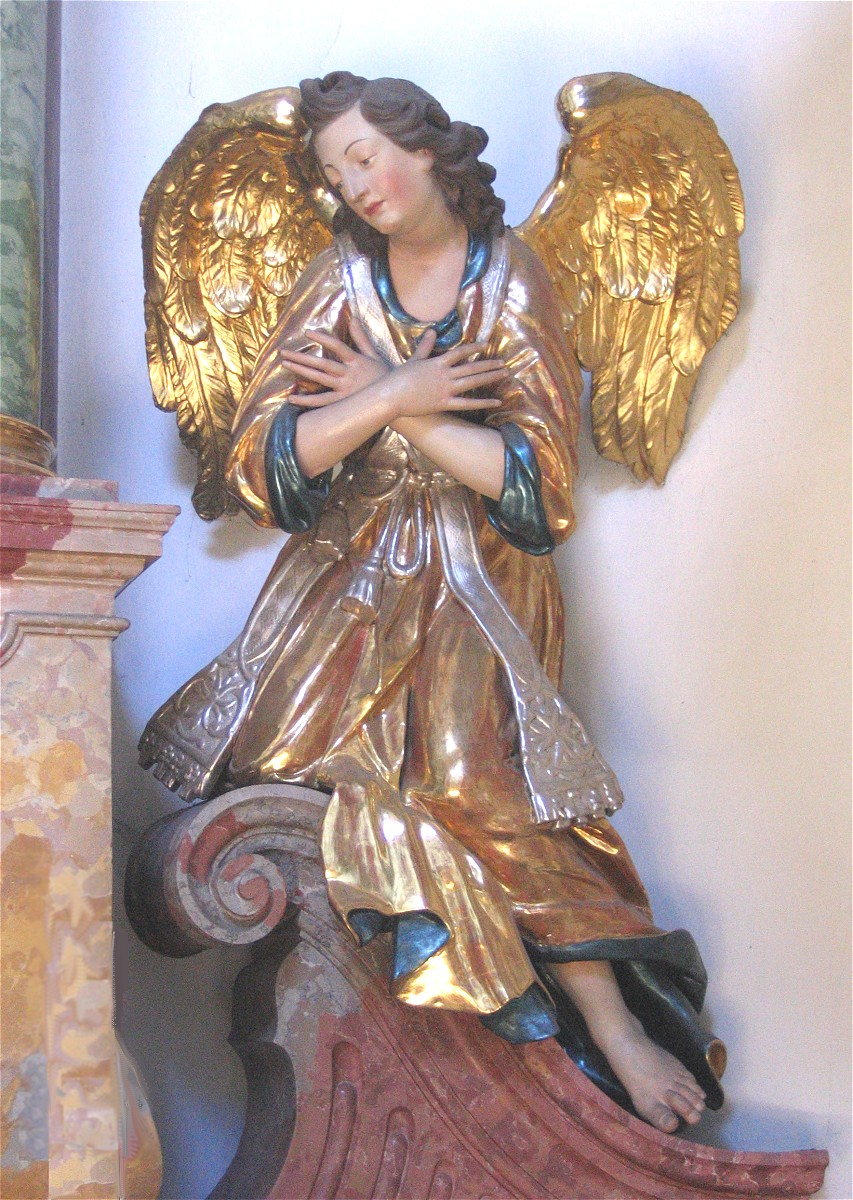
Engel bij het Kruisaltaar (Egid Quirin Asam)
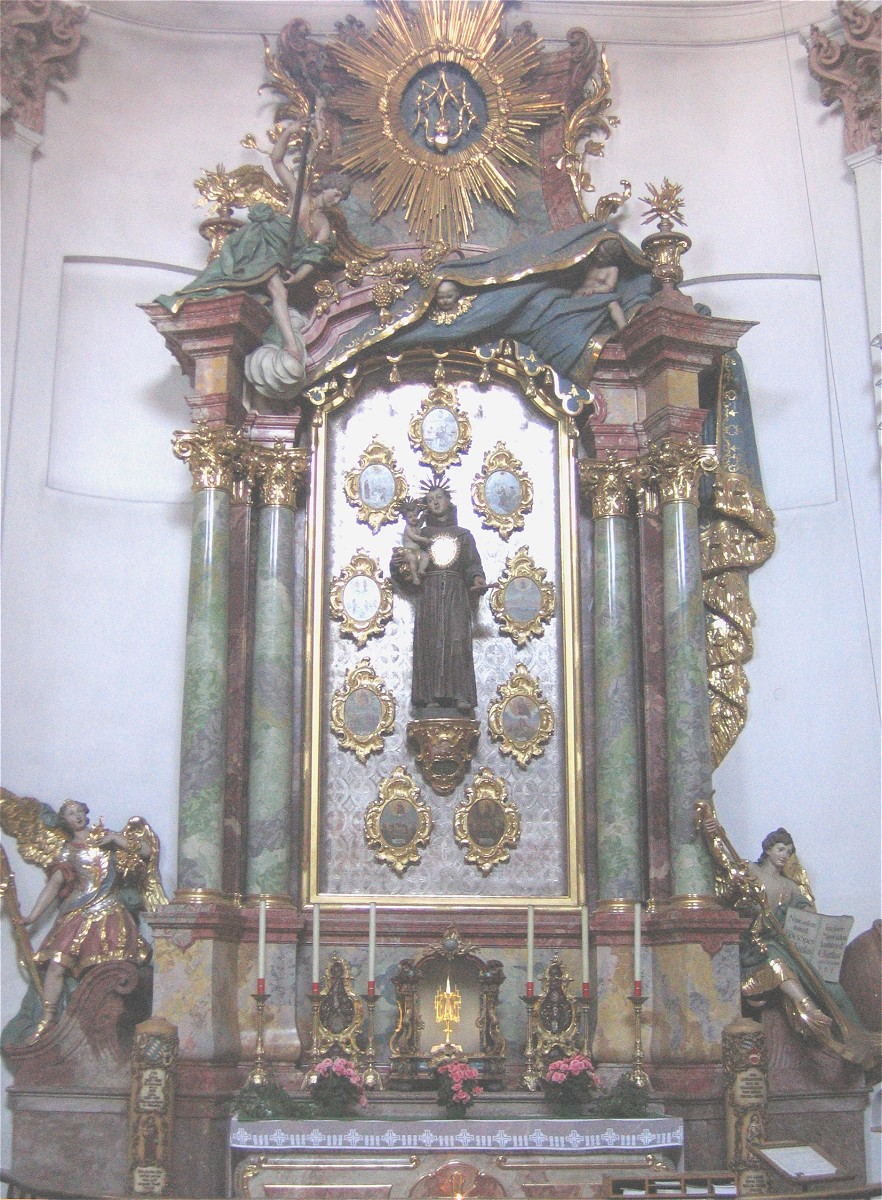
Antoniusaltaar
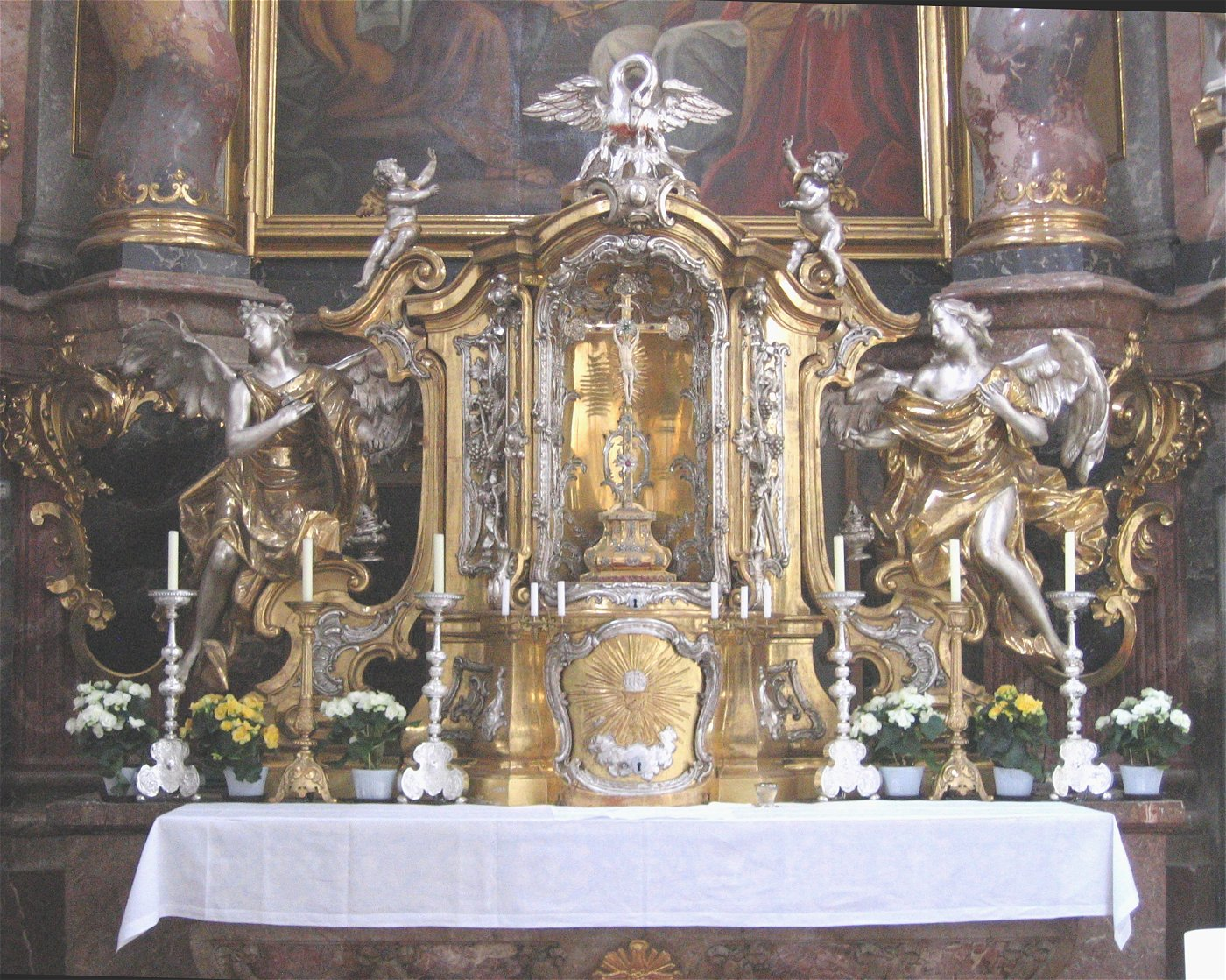
Tabernakel